# وتدية خناقية
وتدية خناقية (الاسم العلمي:Corynebacterium diphtheriae) هي نوع من البكتيريا تتبع جنس الوتدية من فصيلة الوتديات. وهي جرثومة مرضية تتسبب بداء الدفتيريا، اكتشفت في عام 1884 م من قبل العالمين الألمانيين إدوين كلبس وفريدريك لوفلر.

## التصنيف
يوجد لبكتيريا الوتدية الخناقية 4 تصنيفات فرعية تختلف فيما بينها في المظهر المجهري والخصائص الكيميائية، إلا أن جميعها قد تنتج ذيفان الخناق وتسبب داء الدفتيريا، الأنواع الفرعية الأربعة هي:
- C. diphtheriae mitischodis
- C. diphtheriae intermedius
- C. diphtheriae gravis
- C. diphtheriae belfanti

## التشخيص
يتم الكشف عن وجود الوتدية الخناقية بالفحص المجهري وصبغ العينة بصبغة غرام حيث تبدو البكتيريا الوتدية الخناقية موجبة التصبغ ومتعددة الأشكال بشكل عشوائي دون ترتيب محدد، ويطلق على شكلها المجهري المميز اسم «المحارف الصينية» نظراً لعشوائية تجمعاتها. يمكن كذلك تلوينها بأزرق الميتيلين أو صبغة نيسر لتبيان الحبيبات القطبية الوصفية لها.
كما يتم التعرف على البكتيريا عبر زرعها في وسط (مستنبت) خاص يعرف بـ«مستنبت لوفلر» (نسبة إلى مكشفها)، يسمح هذا الوسط بالنمو الانتقائي حيث تنمو عليه الوتدية الخناقية بشكل كبير دون غيرها. كما أن الزرع على آغار التلوريت يساهم في كشف الوتدية الخناقية حيث تقوم بإرجاع مادة التيلوريت إلى التيلوريت المعدني فتبدو المستعمرات بلون بني محاطة بهالة سوداء. تحتاج الوتدية الخناقية إلى وجود الحديد في المستنبت لتقوم بتكوين الذيفان.

## الحساسية للمضادات الحيوية
الوتدية الخناقية حساسة لمعظم أنواع المضادات الحيوية كالبنسلين والسيفالوسبورين والتتراسيكلين والكينيلون والكلورامفينيكول.